# Gig Young
Gig Young (St. Cloud (Minnesota), 4 november 1913 – New York, 19 oktober 1978), geboren als Byron Elsworth Barr, was een Amerikaans acteur.

## Biografie
Gig is geboren in St. Cloud en kreeg in de jaren 40 een contract bij Warner Brothers. Tijdens de Tweede Wereldoorlog werkte hij bij de United States Coast Guard. Hij kreeg meerdere (nominaties) Academy Awards voor Beste Mannelijke Bijrol.
In 1956 trouwde hij met actrice Elizabeth Montgomery en ze scheidden weer in 1963. In 1978 schoot hij zijn toenmalige (vijfde) vrouw, de 31-jarige Kim Schmidt, dood en nadien zichzelf.

## Filmografie (selectie)
- 1978: Game of Death
- 1974: Bring Me the Head of Alfredo Garcia
- 1969: They Shoot Horses, Don't They?
- 1962: Kid Galahad
- 1962: That Touch of Mink
- 1958: The Tunnel of Love
- 1958: Teacher's Pet
- 1957: Desk Set
- 1955: The Desperate Hours
- 1954: Young at Heart
- 1953: Torch Song
- 1953: The Girl Who Had Everything
- 1948: The Three Musketeers
- 1943: Air Force
- 1942: The Male Animal
- 1942: Captains of the Clouds
- 1942: The Man Who Came to Dinner
- 1941: They Died with Their Boots On
- 1941: Sergeant York